# Friedhofskreuz (Blésignac)

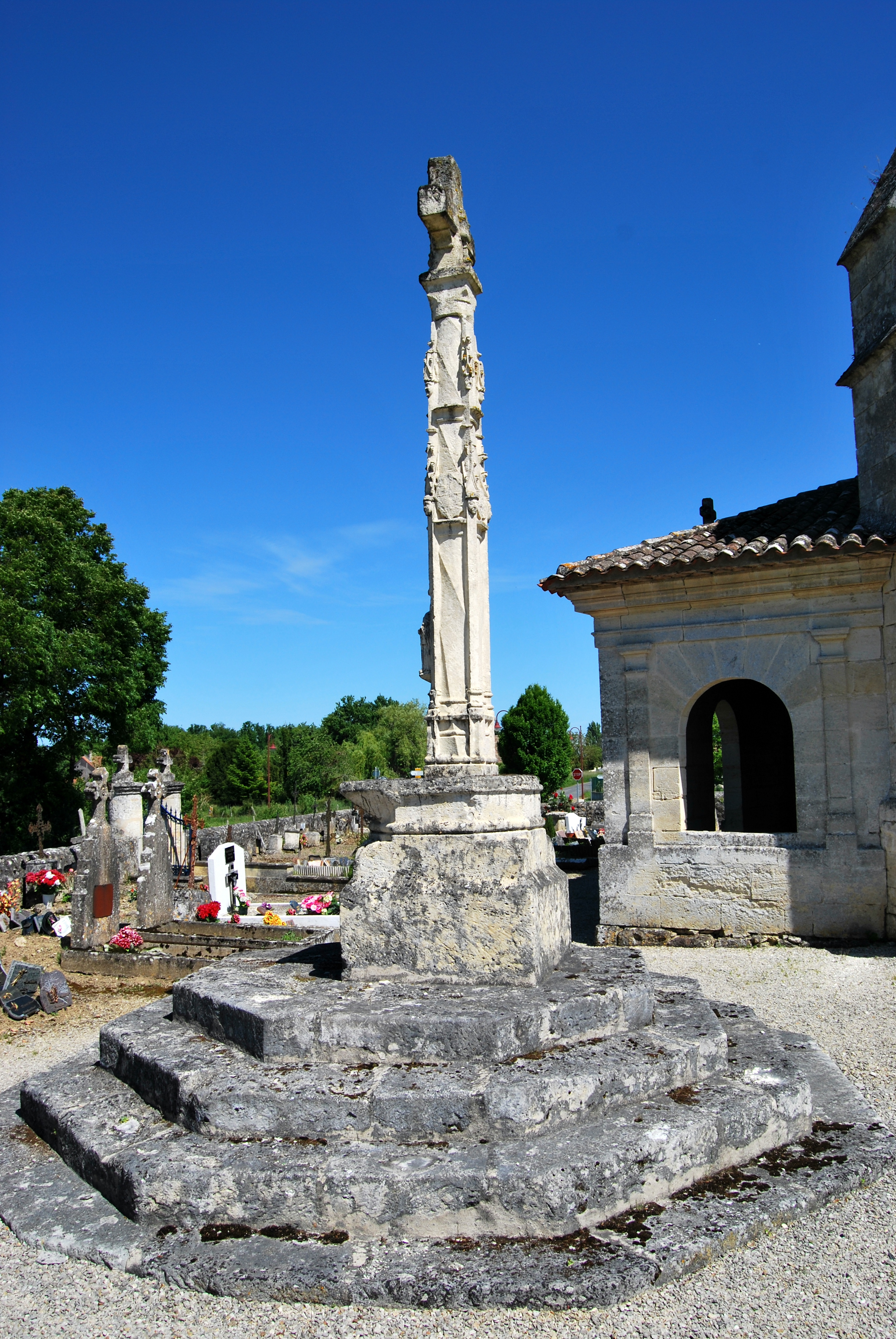
Friedhofskreuz in Blésignac

Das  Friedhofskreuz in Blésignac, einer französischen Gemeinde im Département Gironde in der Region Nouvelle-Aquitaine, wurde im 15. Jahrhundert errichtet. Im Jahr 1907 wurde das Kreuz als Monument historique in die Liste der Baudenkmäler in Frankreich aufgenommen.
Auf einem dreistufigen Sockel steht auf einer Basis der Schaft, auf dem das einfache Kreuz angebracht ist. Die Darstellungen auf dem Schaft aus der Zeit der Gotik sind nicht mehr zu erkennen.